# Бурлака, Алексей Ефимович
Алексей Ефимович Бурлака — советский хозяйственный и государственный деятель, Герой Социалистического Труда.

## Биография
Родился в 1922 году в селе Новониколаевка. Член КПСС.
Участник Великой Отечественной войны в составе 16-й железнодорожной батареи Черноморского флота, 252-го отдельного подвижного артиллерийского дивизиона Черноморского флота
В 1947—1977 — забойщик, проходчик, бригадир проходчиков горных выработок шахты № 1—5 «Кочегарка» треста «Горловскуголь» комбината «Артёмуголь» Министерства угольной промышленности Украинской ССР.
Указом Президиума Верховного Совета СССР от 29 июня 1966 года присвоено звание Героя Социалистического Труда с вручением ордена Ленина и золотой медали «Серп и Молот».
Делегат XXIII съезда КПСС.
Умер в 2005 году в Донецке.

## Награды и звания
- Герой Социалистического Труда (29.06.1966)
- Орден Ленина (29.06.1966)
- Орден Октябрьской Революции (05.04.1971)
- Орден Отечественной войны II степени (06.04.1985)